# Bali Air
Bali Air era una compagnia aerea con sede a Giacarta, in Indonesia, una filiale regionale di Bouraq Indonesia Airlines.

## Storia
La compagnia aerea è stata fondata nel 1973 ed è stata precedentemente conosciuta come Bali International Air Service. È stato interamente di proprietà di Bouraq stesso, fino alla sua chiusura.
La compagnia aerea ha cessato le operazioni programmate nel 2005 nello stesso anno in cui Bouraq ha dichiarato bancarotta, citando preoccupazioni finanziarie. Il Ministero dei trasporti nel mese di febbraio 2007 ha ritardato la revoca della licenza di 11 compagnie aeree inattive, tra cui Bali Air, per dare opportunità di ristrutturazione agli operatori.